# كيرولين
كيرولين نيكولي فيراز (17 نوفمبر 1999)، والمعروفة باسم كيرولين، هي لاعبة كرة قدم برازيلية محترفة تلعب كمهاجمة لصالح فريق نورث كارولينا كوريدج في الدوري الوطني لكرة القدم للسيدات ولمنتخب البرازيل. في عام 2018، انتخبت كأفضل لاعبة في الدوري البرازيلي من قبل الاتحاد البرازيلي لكرة القدم، بعد أن سجلت 14 هدفًا في 35 مباراة لصالح بونتي بريتا. وحصلت على لقب أفضل لاعبة في الدوري الوطني لكرة القدم للسيدات لعام 2023.

## مهنة دولية

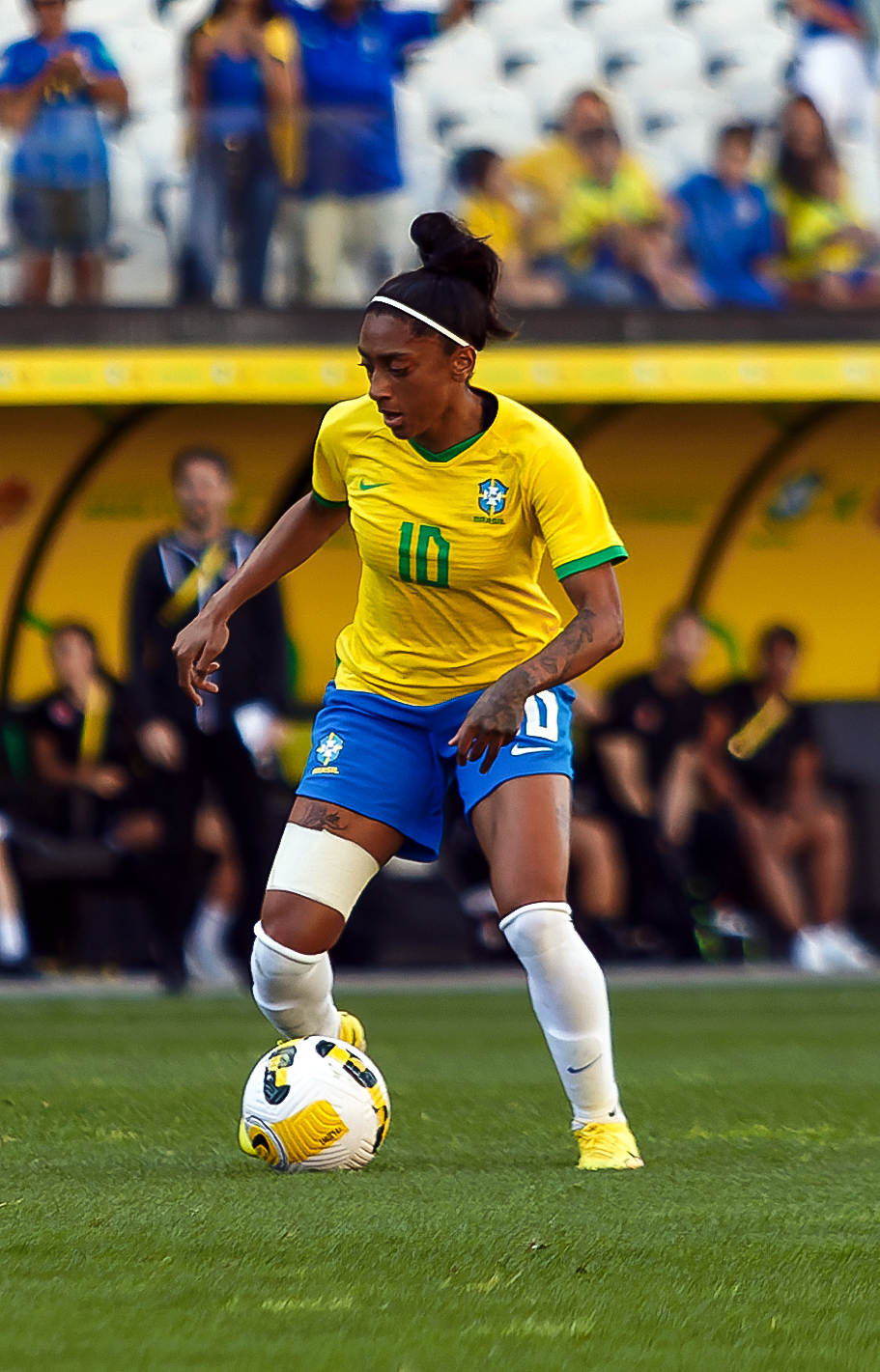
كيرولين في عام 2022

كانت كيرولين واحدة من أربعة لاعبات استدعين من قبل منتخب البرازيل لكرة القدم للسيدات تحت 17 سنة لبطولة أمريكا الجنوبية للسيدات تحت 17 سنة 2016. وكانت من ضمن تشكيلة كأس العالم للسيدات تحت 17 سنة 2016 في الأردن. وفي عام 2018، سجلت كيرولين هدفين في ثلاث مباريات لعبتها مع منتخب البرازيل لكرة القدم للسيدات تحت 20 عامًا في كأس العالم للسيدات تحت 20 سنة في فرنسا. استدعى مدرب منتخب البرازيل لكرة القدم للسيدات فاداو، كيرولين لأول مرة في سبتمبر 2018، لخوض مباراة ودية ضد إنجلترا في ميدو لين، نوتنغهام. ولعبت أول مباراة دولية لها، حيث ظهرت كبديلة في الدقيقة 56 لديبينيا.

### الأهداف الدولية
| لا. | تاريخ          | مكان                                | الخصم     | إهداف | نتيجة | مسابقة                                       |
| --- | -------------- | ----------------------------------- | --------- | ----- | ----- | -------------------------------------------- |
| 1.  | 20 سبتمبر 2021 | أميغاو, بارايبا، البرازيل           | الأرجنتين | 1 –0  | 4-1   | ودية                                         |
| 2.  | 26 نوفمبر 2021 | أرينا دا أمازونيا، ماناوس، البرازيل | الهند     | 4 -1  | 6-1   | بطولة ماناوس الدولية لكرة القدم للسيدات 2021 |
| 3.  | 28 نوفمبر 2021 | أرينا دا أمازونيا، ماناوس، البرازيل | فنزويلا   | 1 –1  | 4-1   | بطولة ماناوس الدولية لكرة القدم للسيدات 2021 |
| 4.  | 28 نوفمبر 2021 | أرينا دا أمازونيا، ماناوس، البرازيل | فنزويلا   | 3 -1  | 4-1   | بطولة ماناوس الدولية لكرة القدم للسيدات 2021 |
| 5.  | 1 ديسمبر 2021  | أرينا دا أمازونيا، ماناوس، البرازيل | تشيلي     | 1 –0  | 2-0   | بطولة ماناوس الدولية لكرة القدم للسيدات 2021 |

## الإنجازات
نورث كارولينا
- كأس التحدي NWSL : 2022 ، 2023

البرازيل
- كوبا أمريكا للسيدات : 2022 [12]

فردي
- الدوري الوطني الأول الحادي عشر: 2023.[13]
- الدوري الوطني الثاني الحادي عشر: 2022
- أفضل لاعب في الدوري الوطني لكرة القدم الأمريكية: 2023 [14]